# Lista siturilor arheologice din județul Vaslui - H
Lista siturilor arheologice din județul Vaslui - H conține toate siturile arheologice din județul Vaslui înscrise în Repertoriul Arheologic Național (RAN) și aflate în localități al căror nume începe cu litera H. RAN este administrat de Ministerul Culturii și Patrimoniului Național și cuprinde date științifice, cartografice, topografice, imagini și planuri, precum și orice alte informații privitoare la zonele cu potențial arheologic, studiate sau nu, încă existente sau dispărute.
Puteți căuta un sit din localitățile care încep cu litera H folosind formularul de mai jos sau puteți naviga prin toate siturile din județ la Lista siturilor arheologice din județul Vaslui.
| Cod RAN                                   | Denumire | Localitate                | Adresă           | Datare                | Descoperit | Coordonate | Imagine           | Erori            |
| ----------------------------------------- | --- | ------------------------- | ---------------- | --------------------- | ---------- | ---------- | ----------------- | ---------------- |
| 161838.03.01                              | Așezarea getică de la Huși-Dealul lui Bălan / ansamblu anonim (Categorie: locuire civilă) (Tip: așezare)         | municipiul Huși           | Dealul lui Bălan | sec. IV - III a.Chr.  |            |            | Încărcați imagine | Raportați eroare |
| 161838.02                                 | Tezaurul monetar de la Huși-Zona Industrială / ansamblu anonim (Categorie: depozit/tezaur) (Tip: tezaur monetar) | municipiul Huși           | Zona Industrială | sec. XVI - XVII       |            |            | Încărcați imagine | Raportați eroare |
| 163823.01.01 (Cod LMI: VS-I-m-B-06676.04) | Situl arheologic de la Horga / ansamblu anonim (Categorie: locuire civilă) (Tip: Așezare)                        | sat Horga, comuna Epureni |                  | Noua                  |            |            | Încărcați imagine | Raportați eroare |
| 163823.01.02 (Cod LMI: VS-I-m-B-06676.03) | Situl arheologic de la Horga / ansamblu anonim (Categorie: locuire civilă) (Tip: Așezare)                        | sat Horga, comuna Epureni |                  | geto-dacică           |            |            | Încărcați imagine | Raportați eroare |
| 163823.01.03 (Cod LMI: VS-I-m-B-06676.02) | Situl arheologic de la Horga / ansamblu anonim (Categorie: locuire civilă) (Tip: Așezare)                        | sat Horga, comuna Epureni |                  | sec. IV               |            |            | Încărcați imagine | Raportați eroare |
| 163823.01.04 (Cod LMI: VS-I-m-B-06676.01) | Situl arheologic de la Horga / ansamblu anonim (Categorie: locuire civilă) (Tip: Așezare)                        | sat Horga, comuna Epureni |                  | sec. VII - VIII       |            |            | Încărcați imagine | Raportați eroare |
| 161838.01.01 (Cod LMI: VS-I-s-B-06677)    | Așezarea Latene de la Huși - "Corni" / ansamblu anonim(Turbata) (Categorie: locuire civilă) (Tip: Așezare)       | municipiul Huși           | Corni            | sec. IV - III a. Chr. |            |            | Încărcați imagine | Raportați eroare |